# 久保幹
久保 幹（くぼ もとき、1959年9月8日 - ）は、日本の工学者。工学博士 (大阪大学・1992年)。立命館大学生命科学部生物工学科教授。一般社団法人SOFIX農業推進機構代表理事。SOFIX(Soil Fertile Index:生物的指標にもとづく土壌肥沃度指標)で、土の健康状態の「見える化」に取り組む。一般社団法人日本ホロス臨床統合医療機構顧問。

## 経歴
広島県出身。1978年、広島県立福山誠之館高等学校を卒業。1983年、広島大学工学部第3類(化学系:室岡研)を卒業。1985年、広島大学大学院工学研究科工業化学博士課程前期課程を修了。東洋曹達工業生物工学研究所に勤務。1992年、博士(工学・大阪大学)。沼津高専物質工学科講師・助教授。1994年、イリノイ州立大学医学部・文部省在外研究員。1997年、立命館大学理工学部助教授。2002年、立命館大学理工学部教授。2008年、立命館大学生命科学部教授。2016年10月6日、ノエビア自社農場「北海道暑寒別岳パイロットファーム」の有機JAS圃場において共同研究を開始。

## 受賞
- 渡辺三彦発明賞(2010年3月)
- 財団法人安藤スポーツ・食文化振興財団安藤百福賞「第10回記念奨励部門特別奨励賞」平成17年度(2005年度)[12]

## 著書
- 『土壌づくりのサイエンス -世界初！微生物量がみえる土壌診断SOFIXによる有機農法ガイド-』誠文堂新光社 ISBN 978-4416517024 (2017年7月7日)

### 共著
- 杉山政則 編著・杉山政則・熊谷孝則 著『遺伝子とタンパク質のバイオサイエンス』共立出版 ISBN 978-4-320-05727-2 (2013年9月)
- 生命科学編集委員会 編・今中忠行・小野文一郎・森崎久雄・吉田真共 著『生命科学2- 生物個体から生態系へ -』コロナ社 ISBN 978-4-339-06743-9 (2013年4月25日)
- 生命科学編集委員会 編『生命科学2- 生物個体から生態系へ -』コロナ社 ISBN 978-4-339-06742-2 (2012年5月18日)
- 森崎久雄・久保田謙三・今中忠行 共著『環境微生物学―地球環境を守る微生物の役割と応用』化学同人 ISBN 9784759814620 (2011年12月1日)
- 杉山政則・滝沢昇 著『遺伝子とタンパク質の分子解剖―ゲノムとプロテオームの科学―』共立出版 ISBN 978-4-320-05579-7 (2001年10月)

## 論文
- 『Bacillus stearothermophilus由来の耐熱性中性プロテアーゼに関する研究』[13]

## 出演番組
- 『Newsモーニングサテライト』(2017年8月9日)
- 『夢の扉＋』(2014年11月23日)[14][15]

## 所属学会
- 環境バイオテクノロジー学会[16]
- 日本生化学会
- 日本土壌肥料学会[17]
- アメリカ微生物学会
- 日本農芸化学会
- 日本生物工学会